# Art d'autoroute

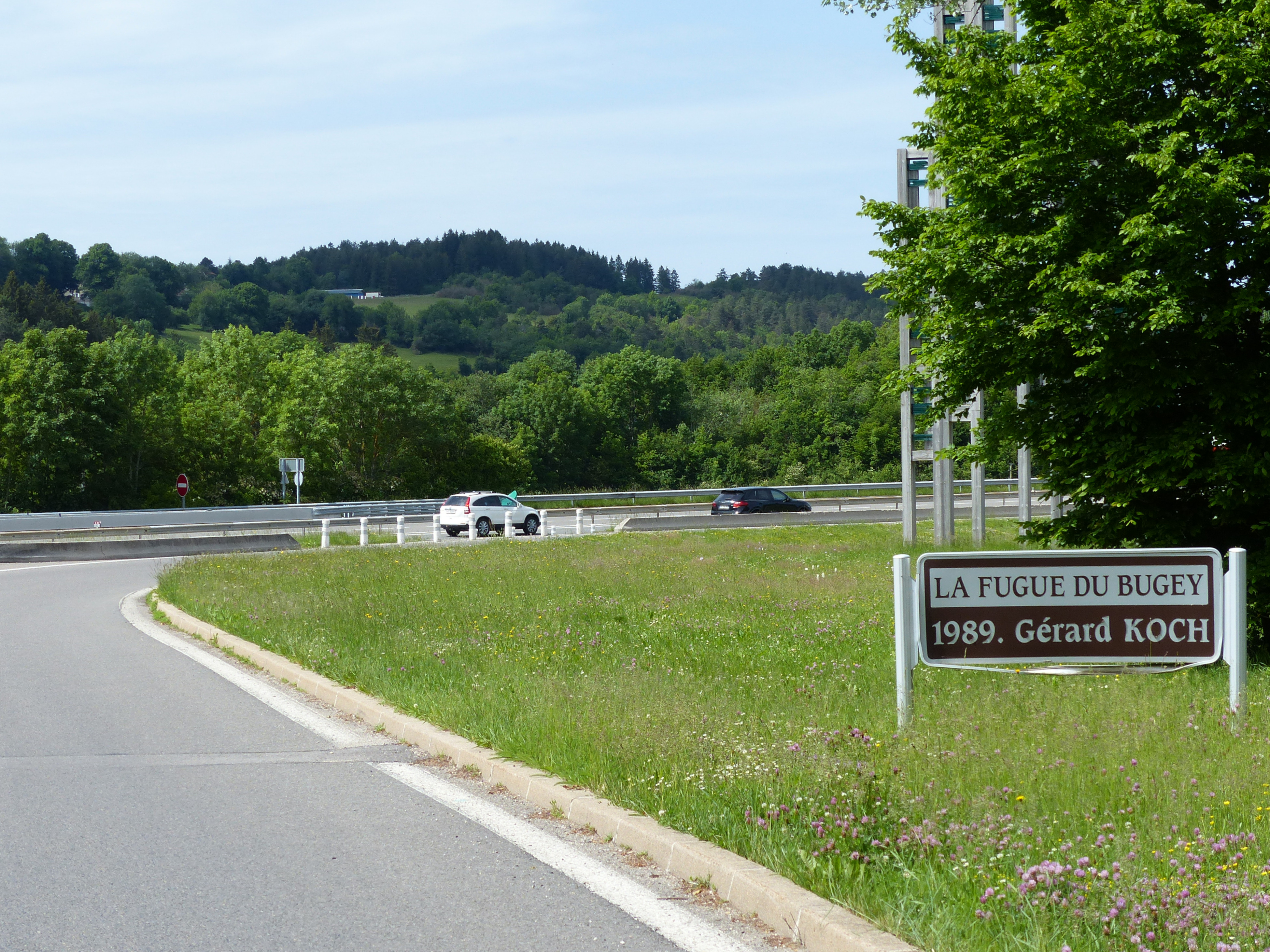
Panneau non conforme signalant La Fugue du Bugey de Gérard Koch, aire de Ceignes-Cerdon, A40, Ain.

L'art d'autoroute ou art autoroutier désigne généralement une catégorie d'œuvres d'art monumentales implantées en bordure d'autoroute, en particulier en France. Plutôt qu'un style unifiant, c'est bien la spécificité commune du lieu d'implantation qui réunit ce type d'œuvres.

## France

### Généralités
En France, ce type de sculptures, à la frontière entre l'œuvre et l'ouvrage d'art, s'est développé dans les années 1980 et 1990 grâce à l'obligation légale dite du « 1 % artistique » qui impose de consacrer 1 % du coût total d'une construction d'infrastructure (en l'occurrence, une autoroute) à la culture. L'acquisition de ce type d'œuvres passait en général par une commande publique,.
En 2012 et selon A. Champagne et Thomas Schlesser, le ministère du Développement durable, de l'Écologie, des Transports et du Logement recense 79 œuvres d'art de ce type en France. En 2002, on n'en compterait plus que 75 ; en 2015, 71, d'après Julien Lelièvre (sachant qu'au moins deux ensembles de sculptures sur l'A84 ont été oublié dans son ouvrage : les pèlerins sur l'aire du Mont-Saint-Michel et les sculptures en granite bleu sur les deux aires du Coglais) ,.
L'art au sein du réseau autoroutier peut également prendre la forme de performances, ou prendre naissance avant d'être exposé dans un lieu quelconque.

### Signalisation
Le panneau E37a indique le nom de l’œuvre et de l'artiste.
Le panneau E37b indique le nom de l'artiste et complète un panneau de type H10 indiquant le nom de l’œuvre.

### Exemples

#### En France
Le tableau suivant recense quelques-unes des œuvres installées en bordure d'autoroute en France.
| Œuvre                                                    | Auteur                                  | Route        | Lieu                                                      | Commune                       | Département               | Création  | Installation | notes | Coordonnées                 | Image                                                                            |
| -------------------------------------------------------- | --------------------------------------- | ------------ | --------------------------------------------------------- | ----------------------------- | ------------------------- | --------- | ------------ | --- | --------------------------- | -------------------------------------------------------------------------------- |
| Tribut                                                   | Ernest Altés                            | A84          | Aires du Coglais est et ouest                             | Saint-Aubin-de-Terregatte     | Manche                    |           |              | Ensemble de sculptures en granit | 48° 35′ 03″ N, 1° 19′ 38″ O |                                                                                  |
| Porte de France                                          | Joan Gardy Artigas                      | N205         | Tunnel du Mont-Blanc, entrée ouest                        | Chamonix-Mont-Blanc           | Haute-Savoie              |           |              | | 45° 54′ 05″ N, 6° 51′ 36″ E | Tunnel_du_mont-blanc_coté_italien                                                |
| Porte du soleil                                          | Ivan Avoscan                            | A7           | Aire de repos de Savasse                                  | Savasse                       | Drôme                     |           | 1989         | | 44° 36′ 01″ N, 4° 47′ 41″ E | Porte_du_soleil_sculpture_sur_l'autoroute_A7                                     |
| Monument aux ouvriers morts pour les autoroutes          | Paul Belmondo                           | A9           | Aire du village catalan                                   | Banyuls-dels-Aspres           | Pyrénées-Orientales       | 1978      |              | | 42° 34′ 39″ N, 2° 50′ 47″ E |                                                                                  |
| Cyclope                                                  | Beppo                                   | A8           | Aire de repos de Roudaï                                   | Flassans-sur-Issole           | Var                       |           | 1983         | | 43° 24′ 17″ N, 6° 12′ 02″ E |                                                                                  |
| Dragon de Dragignan                                      | Beppo                                   | A8           | Aire de repos de Canaver                                  | Puget-sur-Argens              | Var                       |           |              | | 43° 28′ 01″ N, 6° 40′ 15″ E |                                                                                  |
| Pyramide du Centenaire                                   | Kate Blacker (en)                       | A7           | Bord de route, ouest                                      | Saint-Fons                    | Métropole de Lyon         |           | 1988         | | 45° 41′ 02″ N, 4° 50′ 48″ E |                                                                                  |
| Pyramide                                                 | Ricardo Bofill                          | A9           | Douane                                                    | Le Perthus                    | Pyrénées-Orientales       | 1974-76   | 1976         | | 42° 28′ 31″ N, 2° 51′ 39″ E |                                                                                  |
| Allégorie du cognac                                      | Jack Bouyer                             | A10          | Aire de Saint-Léger                                       | Saint-Léger                   | Charente-Maritime         | 1978      |              | | 45° 36′ 35″ N, 0° 35′ 58″ O | La sculpture Allégorie du cognac, sur l'aire d'autoroute Saint-Léger (A10)       |
| Le Poulet de Bresse                                      | Jean Brisé                              | A39          | Aire de service du Poulet de Bresse                       | Dommartin-lès-Cuiseaux        | Saône-et-Loire            |           | 1999         | | 46° 29′ 44″ N, 5° 18′ 53″ E | Aire-Poulet-de-Bresse                                                            |
| Fontaine                                                 | Pol Bury                                | A10          | Aire du Poitou-Charentes                                  | Vouillé                       | Deux-Sèvres               |           |              | | 46° 17′ 50″ N, 0° 22′ 36″ O |                                                                                  |
| La Cascade de Beynost                                    | Pino Castagna                           | A42          | Aire de repos de Montluel-Beynost                         | Beynost                       | Ain                       | 1992      | 2005         | | 45° 49′ 17″ N, 4° 59′ 48″ E | Cascade_de_Beynost                                                               |
| Hommage à Pasteur                                        | Michel Coignoux, Jean-Bernard Butin     | A39          | Aire Louis-Pasteur                                        | Nevy-lès-Dole                 | Jura                      |           |              | | 46° 59′ 16″ N, 5° 30′ 18″ E |                                                                                  |
| Fontaine                                                 | Olivier Debré                           | A10          | Aire de Rouillé-Pamproux                                  | Rouillé                       | Vienne                    |           | 1995         | Ensemble de quatre fontaines commandées en 1994 par les autoroutes du Sud de la France                                                                    | 46° 27′ 16″ N, 0° 01′ 04″ O |                                                                                  |
| Fontaine                                                 | Olivier Debré                           | A11          | Aire de Parce-sur-Sarthe Est                              | Parcé-sur-Sarthe              | Sarthe                    |           |              | Ensemble de quatre fontaines commandées en 1994 par les autoroutes du Sud de la France                                                                    | 47° 48′ 21″ N, 0° 10′ 04″ O |                                                                                  |
| Fontaine                                                 | Olivier Debré                           | A61          | Port Lauragais                                            | Avignonet-Lauragais           | Haute-Garonne             |           |              | Ensemble de quatre fontaines commandées en 1994 par les autoroutes du Sud de la France                                                                    | 43° 21′ 12″ N, 1° 48′ 07″ E |                                                                                  |
| Fontaine                                                 | Olivier Debré                           | A9           | Aire du village catalan                                   | Banyuls-dels-Aspres           | Pyrénées-Orientales       |           |              | Ensemble de quatre fontaines commandées en 1994 par les autoroutes du Sud de la France                                                                    | 42° 34′ 38″ N, 2° 50′ 48″ E |                                                                                  |
| Les Neuf Colonnes de verre                               | Bernard Dejonghe                        | A6           | Aire de repos du Rossignol                                | Beaune                        | Côte-d'Or                 |           | 1989         | | 47° 03′ 26″ N, 4° 47′ 34″ E |                                                                                  |
| Cadran solaire                                           | Franck Falgairette                      | A10          | Aire de repos des Bruères                                 | Françay                       | Loir-et-Cher              |           |              | | 47° 36′ 21″ N, 1° 07′ 21″ E |                                                                                  |
| Galaxie                                                  | Albert Féraud                           | A40          | Aire de Bourg-Teyssonge                                   | Jasseron                      | Ain                       |           | 1986         | | 46° 12′ 16″ N, 5° 17′ 39″ E |                                                                                  |
| Cadran solaire                                           | Denys Fine                              | A50          | Aire de repos du Pas-d'Ouillier                           | Cassis                        | Bouches-du-Rhône          |           |              | | 43° 14′ 16″ N, 5° 35′ 19″ E |                                                                                  |
| L'Europe pacifiée à Haudiomont                           | Paul Flickinger                         | A4           | Aire de Verdun-Saint-Nicolas                              | Haudiomont                    | Meuse                     |           | 2009         | | 49° 07′ 12″ N, 5° 30′ 37″ E |                                                                                  |
| La Création                                              | Salvatore Gallo                         | A5           | Aire de repos de Villeneuve-Vauluisant                    | Villeneuve-l'Archevêque       | Yonne                     |           |              | | 48° 14′ 34″ N, 3° 33′ 22″ E |                                                                                  |
| La Francilienne                                          | Alex Garcia                             | Francilienne |                                                           | Évry                          | Essonne                   | 1992      | 1992         | Volée en 2011 |                             |                                                                                  |
| La Francilienne                                          | Alex Garcia                             | Francilienne |                                                           | Lésigny                       | Seine-et-Marne            | 1992      | 1992         | Volée en 2015 |                             |                                                                                  |
| La Francilienne                                          | Alex Garcia                             | Francilienne |                                                           | Cergy-Pontoise                | Val-d'Oise                | 1992      | 1992         | Volée |                             |                                                                                  |
| Coucher de soleil                                        | Alain Girelli                           | A8           | Aire de repos de Jas Pellicot                             | Puget-sur-Argens              | Var                       |           |              | | 43° 27′ 52″ N, 6° 40′ 33″ E |                                                                                  |
| La Spirale de l'Allier                                   | Marc Givry                              | A71          | Aire de l'Allier                                          | Doyet                         | Allier                    |           | 1994         | | 46° 21′ 23″ N, 2° 48′ 10″ E |                                                                                  |
| Les Campaniles                                           | Marc Givry, Michel Sintès               | A51          | Aires de Manosque et de Volx                              | Volx                          | Alpes-de-Haute-Provence   |           |              | | 43° 50′ 34″ N, 5° 50′ 58″ E |                                                                                  |
| Manches à air                                            | Daniel Graffin                          | A51          | Bord de route, est                                        | Château-Arnoux-Saint-Auban    | Alpes-de-Haute-Provence   |           |              | Démontées (entre 08/2016 et 08/2018) | 44° 04′ 43″ N, 5° 58′ 56″ E |                                                                                  |
| Voiles                                                   | Daniel Graffin                          | A51          | Bord de route, est                                        | Château-Arnoux-Saint-Auban    | Alpes-de-Haute-Provence   |           |              | Démontées (entre 08/2016 et 08/2018) | 44° 05′ 41″ N, 5° 59′ 35″ E |                                                                                  |
| Véhicule                                                 | Djoka Ivackovic, Alain Giard            | A10          | Aire de repos du péage, côté ouest                        | Arbonne-la-Forêt              | Seine-et-Marne            |           |              | | 48° 25′ 13″ N, 2° 32′ 30″ E |                                                                                  |
| Les Chevaliers cathares                                  | Jacques Tissinier                       | A61          | Aire de repos de Pech Loubat                              | Narbonne                      | Aude                      |           | 1980         | | 43° 09′ 15″ N, 2° 57′ 56″ E | Chevaliers_cathares                                                              |
| Les Portes de la route de cristal                        | Janine Jacquot-Perrin                   | A31          | Aire de service de Toul-Dommartin                         | Chaudeney-sur-Moselle         | Meurthe-et-Moselle        |           | 1997         | | 48° 39′ 39″ N, 5° 54′ 31″ E |                                                                                  |
| Mémorial pour l'avenir                                   | Françoise Jolivet                       | A6           | Aire du Curney                                            | Fontaines                     | Saône-et-Loire            |           |              | | 46° 51′ 43″ N, 4° 49′ 15″ E |                                                                                  |
| Réflexion gothique                                       | Paule Joly                              | A8           | Aire de repos de Barcelone                                | Saint-Maximin-la-Sainte-Baume | Var                       |           |              | | 43° 28′ 09″ N, 5° 50′ 02″ E |                                                                                  |
| La Fugue du Bugey                                        | Gérard Koch                             | A40          | Aire de service de Ceignes-Cerdon                         | Ceignes                       | Ain                       |           | 1989         | | 46° 07′ 06″ N, 5° 29′ 34″ E | Gérard_Koch_(1995)                                                               |
| Citharista                                               | Rose-May Lafitte-Maurice                | A50          | Aire du Liouquet                                          | La Ciotat                     | Bouches-du-Rhône          |           |              | | 43° 11′ 35″ N, 5° 40′ 06″ E |                                                                                  |
| Murs mire                                                | Agathe Larpent                          | A6           | Aire de repos de la Repotte                               | Maconge                       | Côte-d'Or                 |           | 1990         | | 47° 13′ 19″ N, 4° 35′ 44″ E |                                                                                  |
| Le Coq                                                   | André Lavrat                            | A10          | Aire de service d'Orléans-Gidy                            | Gidy                          | Loiret                    |           |              | | 47° 58′ 38″ N, 1° 51′ 30″ E |                                                                                  |
| Point d'orgue                                            | Jean-Yves Lechevallier                  | A500         | Entrée du tunnel de Monaco                                | La Turbie                     | Alpes-Maritimes           |           |              | | 43° 44′ 47″ N, 7° 22′ 47″ E | Point_d'Orgue._Jean_Yves_Lechevallier                                            |
| Le Soleil de Langres                                     | Louis Leygue                            | A31          | Bord de route, ouest                                      | Mardor                        | Haute-Marne               |           | 1983         | | 47° 52′ 53″ N, 5° 13′ 15″ E |                                                                                  |
| Le Livre géant                                           | Marie et François Lienhard              | A71          | Aire de repos du Grand-Meaulnes                           | Vallon-en-Sully               | Allier                    |           | 1992         | | 46° 30′ 56″ N, 2° 34′ 56″ E |                                                                                  |
| La Fête païenne                                          | Dimas Macedo                            | A6           | Aire de repos d'Hervaux                                   | Sainte-Colombe                | Yonne                     |           | 1995         | | 47° 35′ 23″ N, 3° 55′ 08″ E |                                                                                  |
| Enseigne                                                 | Bruno Maillard                          | A16          |                                                           |                               | Pas-de-Calais             |           | 1990         | Neuf sculptures sur sept ponts enjambant l'autoroute entre Boulogne-sur-Mer et Calais                                                                     |                             |                                                                                  |
| L'Arbre à roue                                           | Pierre Manent                           | A10          | Aire du Poitou-Charentes                                  | Aiffres                       | Deux-Sèvres               |           | 1986         | | 46° 17′ 47″ N, 0° 22′ 34″ O |                                                                                  |
| Rencontres aquatiques                                    | Manolis Maridakis                       | A6           | Aire de Beaune-Tailly                                     | Merceuil                      | Côte-d'Or                 |           |              | | 46° 57′ 45″ N, 4° 50′ 09″ E |                                                                                  |
| Pèlerin                                                  | Martin Mayer (de)                       | A64          | Aire d'Hastingues                                         | Hastingues                    | Landes                    |           |              | | 43° 31′ 45″ N, 1° 09′ 01″ O |                                                                                  |
| Le Tour de France dans les Pyrénées                      | Jean-Baptiste Métais                    | A64          | Aire des Pyrénées                                         | Ger                           | Pyrénées-Atlantiques      | 1995-96   | 1996         | | 43° 13′ 50″ N, 0° 04′ 42″ O |                                                                                  |
|                                                          | Gérard Milon                            | N20          | Tunnel routier du Puymorens, entrée nord                  | L'Hospitalet-près-l'Andorre   | Ariège                    |           |              | | 42° 34′ 40″ N, 1° 47′ 33″ E |                                                                                  |
| La Nef solaire                                           | Odile Mir, Denis Savoie, Robert Queudot | A9           | Aire de repos de Tavel Nord                               | Tavel                         | Gard                      | 1993      |              | | 44° 00′ 05″ N, 4° 42′ 01″ E | Nef_Solaire_2-06-2013                                                            |
| Signal d'Hensies                                         | Jacques Moeschal                        | A2           | Poste frontière                                           | Saint-Aybert / Hensies        | Nord / Hainaut (Belgique) |           | 1973         | | 50° 26′ 21″ N, 3° 40′ 07″ E |                                                                                  |
| Le Gardien de la tour                                    | Mirza Moric                             | A31          | Aire de Langres-Perrogney                                 | Perrogney-les-Fontaines       | Haute-Marne               |           |              | | 47° 48′ 54″ N, 5° 13′ 19″ E |                                                                                  |
| Vrilles lumineuses                                       | Roger Narboni                           | A29 / A131   | Échangeur                                                 | Rogerville                    | Seine-Maritime            |           | 1995         | Deux mats d'éclairage | 49° 29′ 41″ N, 0° 15′ 59″ E |                                                                                  |
| Signe infini                                             | Marta Pan                               | A6 / A46     | Bord de route, jonction                                   | Ambérieux                     | Rhône                     |           | 1993         | | 45° 56′ 06″ N, 4° 43′ 42″ E | Vue_Anse_69                                                                      |
| Allégorie du château de Versailles                       | Cinzia Pasquali                         | A86          | Duplex A86                                                |                               | Hauts-de-Seine            |           | 2011         | | 48° 50′ 16″ N, 2° 08′ 39″ E |                                                                                  |
| Cigale                                                   | Clotilde Pasquier                       | A8           | Aire de repos de Saint-Hilaire                            | Ollières                      | Var                       |           |              | | 43° 28′ 22″ N, 5° 48′ 54″ E |                                                                                  |
| Le Roi des poissons                                      | Noël Pasquier                           | A50          | Aire de Sanary Nord                                       | Sanary-sur-Mer                | Var                       |           |              | | 43° 08′ 39″ N, 5° 47′ 14″ E |                                                                                  |
| Sculpture sur le temps                                   | Alain Péclard                           | A41 Nord     | Poste frontière                                           | Saint-Julien-en-Genevois      | Haute-Savoie              |           |              | | 46° 08′ 53″ N, 6° 05′ 43″ E |                                                                                  |
| La Grande Ailée                                          | Alicia Penalba                          | A61          | Aire des Corbières Nord                                   | Capendu                       | Aude                      |           |              | | 43° 10′ 42″ N, 2° 32′ 28″ E |                                                                                  |
| La Colonne brisée                                        | Anne et Patrick Poirier                 | A89          | Aire des Suchères                                         | Chabreloche                   | Puy-de-Dôme               |           | 1984         | | 45° 51′ 19″ N, 3° 43′ 31″ E | La Colonne brisée en octobre 2024.                                               |
| La Pyramide de verre                                     | Patrick Raynaud                         | A6           | Aire de service de Nemours                                | Nemours                       | Seine-et-Marne            |           | 1993         | | 48° 15′ 50″ N, 2° 43′ 14″ E |                                                                                  |
| L'Archeval                                               | Christian Renonciat                     | A85          | Bord de route, est                                        | Vivy                          | Maine-et-Loire            |           | 1997         | | 47° 19′ 27″ N, 0° 02′ 05″ O |                                                                                  |
| La Cascade de Lumière                                    | Josette Rispal                          | N20          | Tunnel routier du Puymorens, entrée sud                   | Porta                         | Pyrénées-Orientales       |           |              | | 42° 32′ 26″ N, 1° 49′ 26″ E |                                                                                  |
| Trois Arches d'aqueduc et galères                        | Olivier de Rohozinski                   | A8           | Péage de Fréjus Est                                       | Fréjus                        | Var                       |           |              | | 43° 28′ 05″ N, 6° 43′ 45″ E |                                                                                  |
| Environnement pour une autoroute                         | Guy de Rougemont, Sopha Praxis          | A4           | Bord de route                                             |                               | Marne                     |           | 1977         | Œuvres s'étendant sur une trentaine de km entre Saint-Étienne-au-Temple et Dommartin-Dampierre                                                            | 49° 01′ 47″ N, 4° 32′ 28″ E |                                                                                  |
| Personnage et champignons                                |                                         | A6           | Bord de route                                             |                               | Saône-et-Loire            |           | 1989         | Quatre sculptures de la mascotte de l'aire de Jugy s'étendant sur environ 3 km entre Laives et Jugy indiquant l'arrivée proche de cette aire d'autoroute. | 46° 36′ 55″ N, 4° 52′ 02″ E |                                                                                  |
| Signal                                                   | Patrick Roy                             | A89          | Bord de route                                             | Vitrac-sur-Montane            | Corrèze                   |           |              | | 45° 22′ 04″ N, 1° 57′ 17″ E |                                                                                  |
| À l'aube des temps                                       | Georges Saulterre                       | A8           | Péage d'Antibes ouest                                     | Antibes                       | Alpes-Maritimes           | 1998      |              | | 43° 36′ 17″ N, 7° 04′ 08″ E |                                                                                  |
| Le Héron cendré                                          | Georges Saulterre                       | A10          | Aire de repos Héron cendré                                | Dambron                       | Eure-et-Loir              |           | 1978         | | 48° 06′ 34″ N, 1° 51′ 00″ E |                                                                                  |
| Le Signal des Alpes                                      | Georges Saulterre                       | A51          | Aire de service de Meyrargues-Fontbelle                   | Meyrargues                    | Bouches-du-Rhône          |           |              | | 43° 38′ 01″ N, 5° 29′ 41″ E |                                                                                  |
| Les Flèches des cathédrales                              | Georges Saulterre                       | A10          | Bord de route, nord                                       | Forges-les-Bains              | Essonne                   |           | 1989         | | 48° 36′ 15″ N, 2° 04′ 30″ E | Vue_de_la_sculpture_monumentale_Les_Flèches_des_Cathédrales_de_Georges_Saulterre |
| Sur la trace des Vikings                                 | Georges Saulterre                       | A13          | Bord de route, est                                        | Sotteville-sous-le-Val        | Seine-Maritime            |           | 1990         | | 49° 19′ 16″ N, 1° 06′ 06″ E | Sur_la_trace_des_vikings_A10                                                     |
| Tour d'Ain                                               | Nicolas Schöffer                        | A40 / A42    | Bord de route, jonction                                   | Druillat                      | Ain                       |           | 1988         | | 46° 04′ 08″ N, 5° 19′ 42″ E |                                                                                  |
| Sculpture                                                | Françoise Seguin                        | A7           | Échangeur                                                 | Valence                       | Drôme                     |           |              | | 44° 54′ 18″ N, 4° 52′ 56″ E |                                                                                  |
| Signal de Sylans                                         | Bogumil Serafin                         | A40          | Aire de repos du lac de Sylans                            | Les Neyrolles                 | Ain                       |           |              | | 46° 09′ 32″ N, 5° 39′ 05″ E |                                                                                  |
| Mignonne allons voir                                     | France Siptrott, Hughes Siptrott        | A6           | Aire de Villiers                                          | Villiers-sous-Grez            | Seine-et-Marne            |           |              | | 48° 18′ 45″ N, 2° 38′ 12″ E |                                                                                  |
| Woinic                                                   | Éric Sléziak                            | A34          | Aire de service des Ardennes Woinic                       | Saulces-Monclin               | Ardennes                  | 1983-93   | 2008         | | 49° 35′ 39″ N, 4° 30′ 09″ E | Saulces-Monclin-FR-08-woinic-01                                                  |
| Signal                                                   | François Stahly                         | A6           | Bord de route                                             | Arcueil                       | Val-de-Marne              | 1955-1960 | 1960         | | 48° 48′ 33″ N, 2° 20′ 20″ E |                                                                                  |
| Les Portes de la vallée du Lay                           | Ivan Theimer                            | A83          | Bord de route                                             | Sainte-Pexine                 | Vendée                    |           | 1995         | Deux monuments, de chaque côté de l'autoroute | 46° 35′ 21″ N, 1° 07′ 27″ O |                                                                                  |
| Mémorial à la Résistance                                 | Jacques Tissinier                       | A10          | Aire de repos de Maillé, côté ouest                       | Nouâtre                       | Indre-et-Loire            |           | 1977         | | 47° 01′ 30″ N, 0° 33′ 58″ E |                                                                                  |
| Signal en V                                              | Victor Vasarely                         | A8 / A51     | Bord de route, jonction                                   | Aix-en-Provence               | Bouches-du-Rhône          |           |              | | 43° 31′ 05″ N, 5° 25′ 45″ E |                                                                                  |
| Sculptures                                               | Gilbert Weil                            | A5           | Aire de repos de Gravon                                   | Gravon                        | Seine-et-Marne            |           |              | | 48° 22′ 22″ N, 3° 07′ 43″ E |                                                                                  |
| Jardin de sculpture romane de Lozay                      |                                         | A10          | Aire de repos de Lozay                                    | Lozay                         | Charente-Maritime         |           | 1996         | Reproductions | 46° 01′ 29″ N, 0° 32′ 31″ O | FR_17_Lozay_-_Une_allée_du_jardin_de_sculpture_romane                            |
| Monument corrézien de la Résistance et de la déportation |                                         | A89          | Aire de service de Corrèze                                | Vitrac-sur-Montane            | Corrèze                   |           |              | | 45° 21′ 31″ N, 1° 56′ 07″ E |                                                                                  |
| Personnage plot                                          |                                         | A13          | Bord de route                                             |                               | Calvados                  |           | 2003-2004    | Plusieurs statues de personnage sur plusieurs kilomètres.                                                                                                 |                             |                                                                                  |
| Sculptures                                               |                                         | A84          | Aire de service du Mont-Saint-Michel, rond-point d'entrée | Saint-Aubin-de-Terregatte     | Manche                    |           |              | Ensemble de deux sculptures représentant des pèlerins | 48° 35′ 03″ N, 1° 19′ 38″ O |                                                                                  |
| La Cigogne noire                                         | Michèle Caillaud-Houël                  | A5           | Gare de péage de Semoutiers, rond-point d'entrée          | Semoutiers-Montsaon           | Haute-Marne               |           | 2022         | Représente une cigogne noire, emblème du Parc national de forêts                                                                                          |                             |                                                                                  |

#### En Belgique
| Œuvre                             | Auteur             | Route               | Lieu                  | Commune            | Création | Installation | notes                                  | Coordonnées                      | Image                     |
| --------------------------------- | ------------------ | ------------------- | --------------------- | ------------------ | -------- | ------------ | -------------------------------------- | -------------------------------- | ------------------------- |
| Arc majeur                        | Bernar Venet       | Autoroute A4        | borne kilométrique 99 | Lavaux-Sainte-Anne | 2019     | 2019         | Plus haute sculpture publique d'Europe | 50° 06′ 29″ nord, 5° 06′ 36″ est | Arc_Majeur_Autoroute_E411 |
| Le Cyclope de Waregem             | Marco Boggio-Sella | Autoroute A14       | Nieuwenhove           | Waregem            |          | 2011         | Statue de 7,5 m de haut                | 50° 51′ 28″ N, 3° 24′ 04″ E      |                           |
| Signal d'Aalbeke (« De Sjouwer ») | Jacques Moeschal   | Autoroute A14 (E17) |                       | Aelbeke            |          | 1974         | Monument en béton de 35 mètres de haut | 50° 46′ 59″ N, 3° 13′ 59″ E      |                           |